# Ichthyophis laosensis
Espèce
Statut de conservation UICN

 DD  : Données insuffisantes
Ichthyophis laosensis est une espèce de gymnophiones de la famille des Ichthyophiidae.

## Répartition
Cette espèce est endémique du Laos.  

## Étymologie
Son nom d'espèce, composé de laos et du suffixe latin -ensis, « qui vit dans, qui habite », lui a été donné en référence au lieu de sa découverte.

## Publication originale
- Taylor, 1969 : Miscellaneous notes and descriptions of new forms of caecilians. University of Kansas Science Bulletin, vol. 48, no 9, p. 281-296 (texte intégral).